# Pierre Hardouin
Pierre Hardouin est un architecte français du XVIIe siècle.

## Biographie
Pierre Hardouin est un architecte rouennais. Il intervient sur des projets locaux. Il est fait appel à ses services pour achever l'église Notre-Dame du Havre.
Marié avec Marie Corbel, il vit paroisse Saint-Cande-le-Jeune puis Saint-Martin-sur-Renelle.

## Réalisations
- 1607 : reconstruction de l'hôtel-de-ville à Rouen ;
- 1612 : réparations du cloître de l'abbaye Saint-Ouen à Rouen
- 1615 : reconstruction de la porte du Bac à Rouen, en collaboration avec Gosset et Gravois ;
- 1621 : reconstruction de la halle aux drapiers, sur la place de la Haute-Vieille-Tour à Rouen ;
- 1630-1636 : achèvement du portail occidental, voûtes des chapelles et des bas-côtés de l'église Notre-Dame au Havre, en collaboration avec Robelin ;
- 1651-1653 : construction de la chapelle et du grand bâtiment du couvent des Ursulines à Rouen.